# CAペニャロール
クルブ・アトレティコ・ペニャロール（スペイン語: Club Atlético Peñarol、スペイン語発音: [kluβ aˈtletiko peɲaˈɾol] ( 音声ファイル) ）は、ウルグアイのモンテビデオをホームタウンとするスポーツクラブ。特にサッカーチームが有名である。

## 概要
ウルグアイの首都モンテビデオ北東部のカラスコ地区を本拠地としている。ホームスタジアムは2016年にオープンしたエスタディオ・カンペオン・デル・シグロ。カンペオン・デル・シグロが完成するまでの間、ウルグアイ最大のスタジアムであるエスタディオ・センテナリオを暫定的にホームスタジアムとして使用していた。
前身のCURCC時代を含めた国内リーグ優勝回数は50回を超え、ウルグアイ最多である。コパ・リベルタドーレスでは第1回大会と第2回大会を連覇し、歴代3位の5回の優勝を誇る。インターコンチネンタルカップでは最多タイとなる3回の優勝を記録した。国際サッカー歴史統計連盟（IFFHS）によって「20世紀にもっとも成功を収めたウルグアイのクラブ」および「20世紀にもっとも成功を収めた南米のクラブ」に選出されており、南米サッカー連盟（CONMEBOL）に「中南米でもっとも成功しているサッカークラブ」として認定されている。
ペニャロール（peñarol）とは、ラテン語の名詞「pinarolium」に由来するスペイン語の文語的表現である。英語では「pinewood」に相当し、日本語では「松林」の意味である。イタリア語では「pinerolo」となり、ピエモンテ州トリノ県にサン・セコンド・ディ・ピネローロというコムーネが存在する。

## 歴史

### 前身のCURCC時代（1891年-1913年）

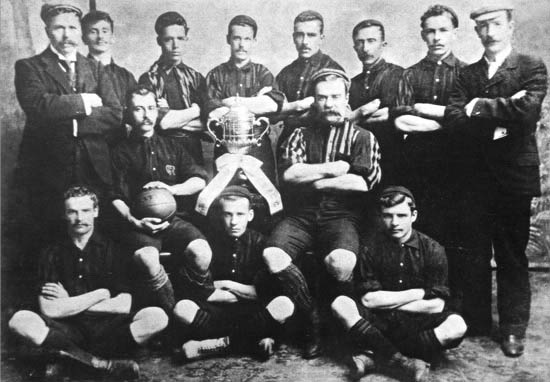
クラブ初タイトルを獲得したCURCCのメンバー（1900年）

1891年9月28日、1878年創業のセントラル・ウルグアイ鉄道で働くイギリス人達によってセントラル・ウルグアイ・レールウェイ・クリケット・クルブ（Central Uruguay Railway Cricket Club, CURCC）が創設された。黄色と黒色のクラブカラーは鉄道の信号と踏切の色に由来する。118人の創設メンバーのうち、72人がイギリス人、1人がドイツ人、45人がウルグアイ人であった。セントラル・ウルグアイ鉄道クリケットクラブという長い名称はスペイン語話者には難解だったため、通常は単にCURCCか、ペニャロールと呼ばれた。ペニャロールという名称は、CURCCが活動拠点としていたモンテビデオ郊外のビジャ・ペニャロールという村の名前に由来する。この村は新しく築かれた村であり、近くには農場やブドウ畑などが広がっていた。
初代会長にはフランク・ヘンダーソンが就任し、1899年まで会長職を務めた。CURCCは、当初はクリケットとラグビーのプレーを目的としていたが、1892年にはサッカーチームを立ち上げた。最初のサッカーの試合はイングランド人学生の混成チームとの間で行われ、CURCCが2-0で勝利した。初代キャプテンのジョン・マクレガーも含め、創設初期は代々イングランド人選手がキャプテンを務めていたが、1895年、フリオ・ネグロンがウルグアイ人として初のキャプテンに選出された。1900年に、CURCC、アルビオンFC、ドイチャーFK、ウルグアイ・アトレティックの4クラブはウルグアイサッカー協会を設立し、国内リーグを開始した。6月10日にアルビオンとの間で行われた試合がクラブ初の公式戦であり、フアン・ペーニャとウィリアム・デイヴィスのゴールで2-1の勝利を飾った。7月15日には、後にスーペルクラシコとなるナシオナルとの初対戦が行われ、2-0で勝利を飾った。
1900年に開幕した国内リーグでは、1900シーズンに初代王者となると、翌1901シーズンには2連覇を達成した。1903シーズンのトリウンフォ戦ではリーグ史上初めて1試合二桁得点（12-0）を達成した（後に1908シーズンにモンテビデオ・ワンダラーズも同スコアを達成）。1902シーズン、1903シーズンはライバルのナシオナルに連覇を許したが、内戦による中断を経た1905シーズンにはCURCCが再びタイトルを奪い返した。1905シーズンの優勝は全試合勝利（なおかつ無失点）での完全優勝だった。1907シーズンには国内リーグ、コパ・コンペテンシア、コパ・デ・オノールの国内3冠（トリプレ・コローナ）を達成した。
1909年には、ライバル選手が移動に使用していたワゴン車を、CURCCのサポーターグループが燃やす事件が発生した。この頃から、クラブ運営の負担の大きさから、CURCCはサッカー部門からの撤退を模索するようになる。1911シーズンに5回目の優勝を達成した後、クラブの組織改革が行われた。CURCCからペニャロールへの名称変更や、セントラル・ウルグアイ鉄道の従業員以外の選手の参加提案が行われ、1913年6月にはいったん否決されたものの、11月には従業員以外の選手の参加がクラブによって認められた。12月13日、正式にセントラル・ウルグアイ鉄道からCURCCペニャロール（CURCC Peñarol）として独立した。さらに1914年3月12日にはCAペニャロール（Club Atlético Peñarol）と名称変更し、ウルグアイサッカー協会とリーグ参加全クラブによって承認された。4月13日には、新生ペニャロールはウルグアイ政府から新たに法人格を取得した。一方で、ペニャロールの誕生後も、CURCCはセントラル・ウルグアイ鉄道の社員福利厚生のためのサッカークラブとして1915年1月22日まで存在し続けたため、1年以上にわたりCURCCとペニャロールが異なる組織体として併存していた期間があり、両クラブの歴史的連続性については見解が分かれている。

### アマチュアリーグ時代（1914年-1931年）
CURCCの活動拠点であったビジャ・ペニャロールを離れた後、しばらくはモンテビデオ・ワンダラーズの本拠地のエスタディオ・ベルベデーレ（現在はリベルプールが使用）を借用していた。ようやく1916年4月19日に、自前のスタジアムであるエスタディオ・ホセ・ペドロ・ダミアーニ（通称「ラス・アカシアス」）がオープンした。こけら落としはナシオナルとの親善試合（Copa Transatlántica）で、ペニャロールが3-1で勝利した。
この時代のペニャロールは国際大会でも活躍した。当時、アルゼンチンサッカー協会（AFA）とウルグアイサッカー協会（AUF）は、両国のカップ戦王者同士が対戦するタイ・カップ（Tie Cup）とコパ・デ・オノール・クセニエール（Copa de Honor Cusenier）を共催していた。ペニャロール（前身のCURCCを含む）はウルグアイの代表としてこれらの大会に何度も出場しており、タイ・カップで1回（1916）、コパ・デ・オノール・クセニエールで3回（1909, 1911, 1918）の優勝を遂げた。
1922年11月、ペニャロールとセントラル（現在のセントラル・エスパニョール）はウルグアイサッカー協会（AUF）の規約に反したためAUFから除籍され、ウルグアイサッカー連盟（FUF、Federación Uruguaya de Football）を設立した。その結果、1923年から1925年までの3シーズンにわたり、ウルグアイの国内リーグは、国際サッカー連盟（FIFA）に認可されたウルグアイサッカー協会（AUF）が主催するリーグと、AUFと対立するFUFが主催するリーグに分裂する事態となった。この間ペニャロールはFUF主催リーグに参加し、1924シーズンに優勝した。1926シーズンは、AUFとFUFを再統合して設置されたコンセホ・プロビソリオ（Consejo Provisorio、暫定理事会）によって国内リーグが運営され、ペニャロールが優勝した。しかし現在でもウルグアイサッカー協会（AUF）は、1923年から1925年まで存在したFUF主催リーグと、1926年のコンセホ・プロビソリオ主催リーグを公式記録として認めていない。リーグ再統合を経て1927シーズンからペニャロールは正規の国内リーグに再加盟を果たした。
AUF再加盟後の初年度となる1927シーズンは2位に終わったものの、翌1928シーズンと1929シーズンには2連覇を達成した。1929年には、1921年から1928年まで会長職を務めたフリオ・マリア・ソサが初代名誉会長に就任した。
1928年には、アルゼンチンとウルグアイの国内リーグ王者同士が対戦するコパ・アルダオの国際タイトルも獲得した。コパ・アルダオは、後のコパ・リベルタドーレスの礎となった大会である。この時代の国際大会におけるペニャロールのライバルは、リーベル・プレート、インデペンディエンテ、ラシン・クラブなどであった。

### プロリーグ化とリーグ5連覇（1932年-1950年代）

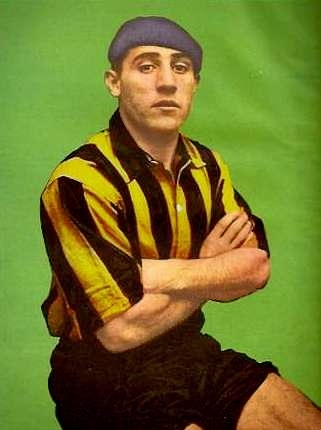
リーグ優勝時のセベリーノ・バレーラ（1938年）

1932年4月29日、AUFは公式にプロリーグ化を実施した。ペニャロール対CAリーベル・プレート戦がウルグアイにおけるプロリーグの最初の試合となった。1932シーズンは27試合を戦って17勝6分4敗の成績を残し、プロリーグ化後の最初のリーグ戦覇者として歴史に名を刻んだ。第9節ではプロリーグ化後の最初のスーペルクラシコに2-0で勝利している。1933シーズンは2位に終わったが、ペドロ・ヤングが33ゴールを決め、プロリーグ化後、クラブとして初のリーグ得点王に輝いた。1935シーズンから1938シーズンには4連覇を果たし、1938年にはフランシスコ・トチェッティが2代目名誉会長に就任した。
1939シーズンにはプロ選手たちが初めてのストライキを起こした。このシーズンは勝ち点でナシオナルと並んだが、優勝決定プレーオフに敗れ2位となった。1939シーズンから1943シーズンにかけて、ナシオナルに同国史上初となる5連覇を許した。その後、1944シーズンに6年ぶりの優勝を果たすと、翌1945シーズンには2連覇を達成した。この年には、1955年にパラシオ・ペニャロール（ペニャロールパレス、同クラブのバスケットアリーナやミュージアムなどが併設）が建設される土地を購入している。1948シーズンにはプロ選手組合が再びストライキを行使し、シーズンは途中で打ち切りとなった。
1950年、ブラジルで開催されたFIFAワールドカップで、ウルグアイ代表は決勝リーグに進出。マラカナンで行われたブラジル戦（マラカナンの悲劇またはマラカナッソ）は事実上の優勝決定戦となった。この試合にはペニャロールの英雄的存在のロケ・マスポリを含め、6人ものペニャロール所属選手が出場した。同点ゴールを決めたフアン・アルベルト・スキアフィーノ、決勝ゴールを決めたアルシデス・ギジャはいずれもペニャロールの選手である。
1958シーズンから1962シーズンにかけては、ナシオナルに次いで、同国2クラブ目の国内リーグ5連覇（キンケニオ・デ・オロ）を達成した。この間、1961シーズンと1962シーズンには、国内リーグ通算歴代3位の202ゴールの記録を持つアルベルト・スペンセルが得点王に輝いた。

### 南米王者・世界王者への挑戦（1960年代）

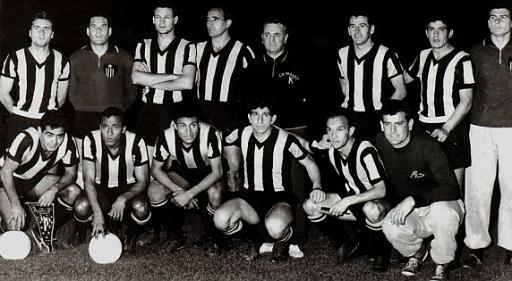
コパ・リベルタドーレスを制した1961年のチーム

1960年代はコパ・リベルタドーレスで3回、インターコンチネンタルカップで2回優勝する黄金期となった。1959シーズンの国内リーグ優勝の結果、1960年に開催される第1回コパ・リベルタドーレスの出場権を獲得した。同大会には南米サッカー連盟（CONMEBOL）に加盟する7ヶ国（ペルー、エクアドル、ベネズエラは不参加）の王者が出場した。記念すべき開幕試合となった4月19日のホルヘ・ウィルステルマン（ボリビア）戦で大会デビューを果たし、カルロス・ボルヘスの大会第1号ゴールやアルベルト・スペンセルの4ゴールなどで7-1と大勝した。準決勝ではサン・ロレンソ（アルゼンチン）を第3戦プレーオフの末に下し、決勝ではオリンピア（パラグアイ）を2試合合計2-1で下して初代南米クラブ王者に輝いた。その後、クラブ世界一を目指して第1回インターコンチネンタルカップにも出場し、アルフレッド・ディ・ステファノやフェレンツ・プスカシュを擁する欧州クラブ王者のレアル・マドリード（スペイン）と対戦した。当時の同大会はホーム&アウェー制で行われており、センテナリオで行われた1stレグはスコアレスドローで終えたが、敵地サンティアゴ・ベルナベウで行われた2ndレグに1-5で敗れ、世界王者の称号を逃した。
翌1961年のコパ・リベルタドーレスでも決勝に進出し、パルメイラス（ブラジル）を2試合合計2-1で下して2連覇を飾った。同年のインターコンチネンタルカップではベンフィカ（ポルトガル）と対戦し、2試合1勝1敗で迎えた第3戦（プレーオフ）に勝利して初の世界一となった。1962年のコパ・リベルタドーレスでは3年連続で決勝に勝ち進み、決勝ではペレを擁するサントス（ブラジル）と対戦。1stレグを1-2で落としたが、2ndレグには3-2で勝利して第3戦のプレーオフに持ち込んだ。しかし、中立地のブエノスアイレス（エスタディオ・モヌメンタル）で行われたプレーオフに0-3で敗れ、第1回大会からの3連覇は成らなかった。1963年のコパ・リベルタドーレスでは、グループリーグでCDエベレスト（エクアドル）に2試合合計14-1（アウェーで5-0、ホームで9-1）と大勝。ホームゲームではアルベルト・スペンセルが4ゴールを挙げているが、スペンセルはエクアドル出身であり、デビューした1953年から1959年までエベレストに所属していた。
1965年のコパ・リベルタドーレスでは3年ぶりに決勝に進出したが、インデペンディエンテ（アルゼンチン）に敗れて準優勝に終わった。翌1966年のコパ・リベルタドーレスでも決勝まで勝ち進み、決勝ではリーベル・プレート（アルゼンチン）と対戦。ホーム&アウェーの結果は1勝1敗であり、中立地のチリ（エスタディオ・ナシオナル）で行われたプレーオフに勝利して3回目の優勝を飾った。同年のインターコンチネンタルカップではレアル・マドリードと対戦し、ホーム&アウェーともに2-0で勝利して6年前の雪辱を果たした。
1968年と1969年には、インターコンチネンタルカップの歴代優勝クラブが集結してタイトルを競ったインターコンチネンタル・チャンピオンズ・スーパーカップに2年連続で出場。レアル・マドリードが出場辞退するなど不完全な大会となる中、ペニャロールは1969年の大会を制した。この大会は長らく非公式という扱いであったが、2005年にCONMEBOLによって公式なタイトルとして認定された。
国内リーグでは、1966年9月から1969年9月にかけて不敗を継続し、1969年9月14日のリベルプール戦に0-2で敗れるまで、リーグ史上最長の56戦不敗の記録を樹立した。この記録はウルグアイのみならず南米のプロサッカーリーグ（1部・2部）史上最長の不敗記録である。アマチュアリーグにも対象を広げると、ボカ・ジュニアーズ（アルゼンチン）が1924年4月から1927年6月にかけて記録した59戦不敗に次ぐ。この時代の著名選手には、アルベルト・スペンセル、フアン・ホジャ、ペドロ・ローシャ、ルイス・クビージャ、ラディスラオ・マズルケビッチ、エリアス・フィゲロアなどがいる。

### 過渡期（1970年代）
1970年にはコパ・リベルタドーレスで再び決勝に進出したが、エストゥディアンテス（アルゼンチン）に敗れた。その中で、1次リーグのバレンシアFC（ベネズエラ）戦では11-2の大差で勝利し、大会史上最大の得失点差記録を樹立したことが特筆に値する。
1973年にCAリーベル・プレートからフェルナンド・モレーナが加入した。以降、1978シーズンまで、モレーナは6年連続で得点王（アティリオ・ガルシアの7年連続（1938-1944）に次ぐ記録）に輝いた。モレーナの活躍もあり、ペニャロールは1973シーズンから1975シーズンにかけて3連覇を達成した。1978シーズンはリーグ優勝を飾ると共に、モレーナはシーズン最多得点（36ゴール）と1試合最多得点（7ゴール、ウラカン・ブセオ戦）のリーグ記録を樹立した。モレーナは1984年に現役引退するまでに、国内リーグ歴代最多の230ゴール、コパ・リベルタドーレス歴代最多の3回の得点王（1974, 1975, 1982）などの記録を残した。

### 再浮上と2度目のリーグ5連覇（1980年代-1990年代）
1979年、モレーナがスペインのラージョ・バジェカーノに移籍する。1980シーズンはナシオナル、モンテビデオ・ワンダラーズに次ぐ3位に終わった。ペニャロールが3位以下になるのは、1940シーズン（4位）以来40年ぶりのことであった。1981年、102万9000ドルの移籍金でモレーナが復帰すると、1981シーズンは2年ぶりの優勝を飾ると共に、ルベン・パスが17ゴールを決めて得点王となった。
1982年のコパ・リベルタドーレスでは12年ぶりに決勝に進出した。コブレロア（チリ）との決勝戦、ホームのセンテナリオで行われた1stレグはスコアレスドローであったが、アウェーのエスタディオ・ナシオナルでの2ndレグでモレーナが後半アディショナルタイムに決勝ゴールを決めた。ペニャロールは16年ぶり4回目の南米制覇を果たすと共に、通算7ゴールを挙げたモレーナは史上最多の3回目の得点王に輝いた。同年の国内リーグでは17ゴールを挙げたモレーナが4年ぶり7回目の得点王となった。同年末に東京で行われたインターコンチネンタルカップ（トヨタカップ）では、アストン・ヴィラ（イングランド）に2-0で勝利して、史上最多となる3回目の優勝を果たした。翌1983年のコパ・リベルタドーレスでも決勝に進出したが、グレミオ（ブラジル）に及ばず準優勝だった。
1986シーズンは、ペニャロールとナシオナルが共にクラブの財政上の理由で第1節に出場できないという出来事があった。ペニャロールはウラカン・ブセオとの初戦に不戦敗となったが、もともと第1節に試合が組まれていなかったナシオナルは影響を受けなかった。結局この差が最後まで響き、ペニャロールは、ナシオナルに勝ち点1差の2位でシーズンを終えた。しかし、日程の不公平を解消するための救済措置として優勝決定プレーオフが行われることになり、ペニャロールはPK戦の末にナシオナルを下して逆転で優勝を飾った。
1987シーズンも深刻な財政難というハンディキャップを抱え、また選手の平均年齢が22歳という若いチームだったが、コパ・リベルタドーレス決勝でアメリカ・デ・カリ（コロンビア）を破って5回目の優勝を果たした。決勝はホーム&アウェーの2試合を終えて1勝1敗（当時はまだアウェーゴールルールが採用されていなかった）となったため、中立地のチリ（エスタディオ・ナシオナル）でプレーオフが行われ、延長後半アディショナルタイムにディエゴ・アギーレが決勝ゴールを決めた。その一方で、同シーズンの国内リーグは過去最低の8位に終わった。以降、1988年から1992年までは国内外でタイトルから遠ざかった。
1993年に、1990 FIFAワールドカップでウルグアイ代表オスカル・タバレス監督のテクニカルアシスタントを務めたグレゴリオ・ペレスが監督に就任すると、1993シーズンで7年ぶり39回目の国内リーグ優勝を遂げた。以降、1997シーズンまで5年連続でリーグを制し、5連覇（キンケニオ・デ・オロ）を複数回達成したウルグアイ初のクラブとなった。この時代の著名選手には、パブロ・ベンゴエチェア、ネルソン・グティエレス、ダリオ・シルバ、カルロス・アギレラ、アントニオ・パチェコなどがいる。

### 新興勢力の台頭（2000年以降）
国内リーグは、1932年のプロリーグ化以降、1976シーズンにデフェンソールが優勝するまでの間、40年以上にわたりペニャロールとナシオナルの2強が優勝を独占してきた。しかし、1980年代以降はデフェンソールやダヌービオが上位に進出する機会が増えてくるなど、若干勢力図に変化が出てきている。それでも2000シーズンから2019シーズンまでの21シーズン（暦年方式→越年方式、越年方式→暦年方式の移行シーズンを含む）の優勝回数は、ナシオナル11回、ペニャロール6回、ダヌービオ3回、デフェンソール1回となっており、2強による支配は21世紀に入った現在も続いている。
コパ・リベルタドーレスでは、2000年以降、ブラジルやアルゼンチンの優位が続いており、ウルグアイのクラブの上位進出は減ってきている。そんな中、2011年のペニャロールはグループリーグを2位で通過すると、決勝トーナメント1回戦ではオスカルやレアンドロ・ダミアンを擁するインテルナシオナル（ブラジル）、準々決勝ではウニベルシダ・カトリカ（チリ）、準決勝ではベレス・サルスフィエルド（アルゼンチン）という各国の強豪クラブを次々に撃破し、実に24年ぶり（ウルグアイ勢としても1988年のナシオナル以来23年ぶり）10回目となる決勝進出を果たした。決勝では、ペレを擁した1962年、1963年以来の優勝を目指すサントス（ブラジル）と対戦した。7万人が見守ったセンテナリオでの1stレグはスコアレスドローで終えたものの、サンパウロ（パカエンブー）で迎えた2ndレグでは当時19歳だったネイマールやダニーロのゴールもあり、2試合合計1-2で敗退した。

## ライバル

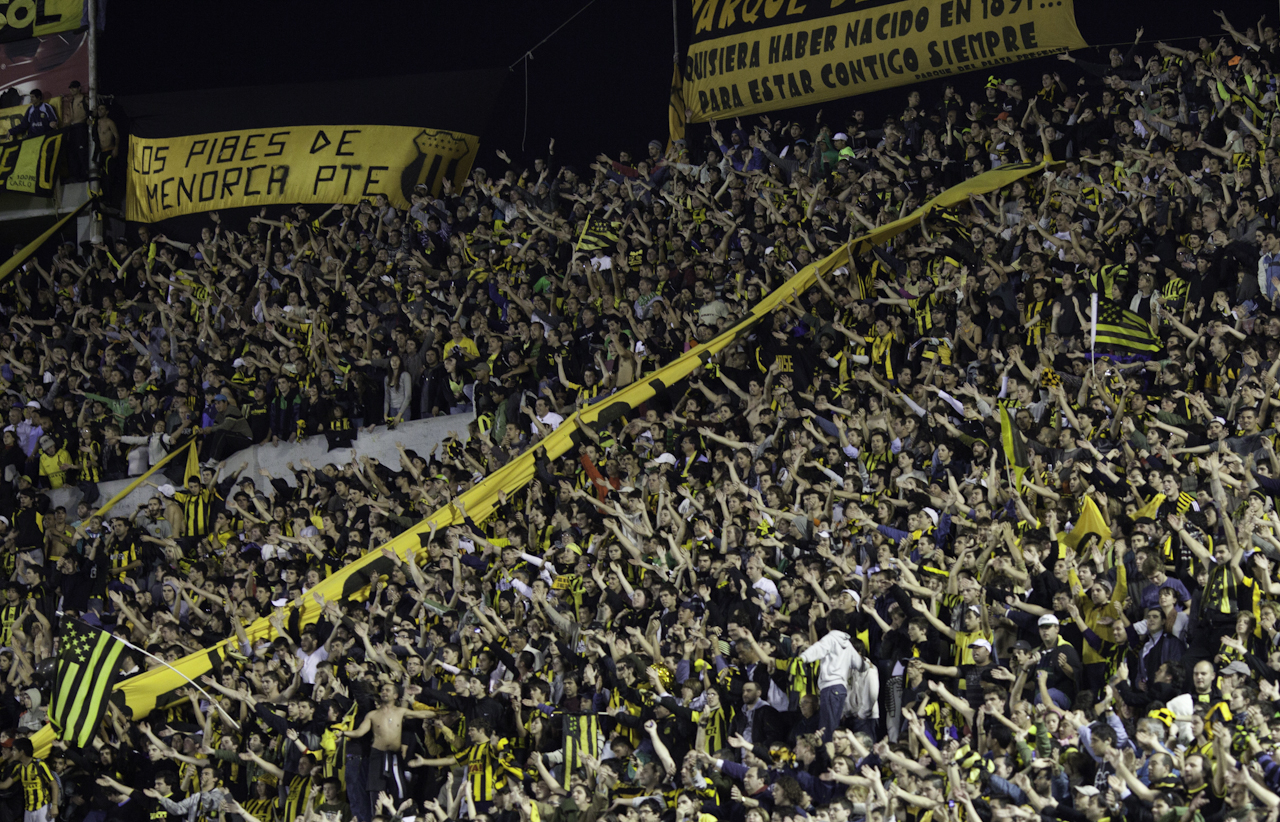
プレーオフでのサポーター

ナシオナルとの対戦はクラシコ・デル・フトボル・ウルグアージョ（クラシコまたはスーペルクラシコ）と呼ばれる。ウルグアイのスーペルクラシコはラテンアメリカで最も歴史のあるダービーマッチである。初試合は1900年7月15日に行われ、ペニャロールが2-0で勝利した。2019年12月15日までに544試合が行われ、ペニャロールが191勝、ナシオナルが177勝、引き分けが176試合である。2強の国内リーグ優勝回数を合計すると、リーグ開催回数全体の約80%に到達する。アマチュアリーグ時代にはナシオナルがやや優勢であったが、プロリーグ化以降は次第にペニャロールが趨勢を逆転させていった。
サポーターの間ではスーペルクラシコでの数々のエピソードが語り継がれている。1949年10月9日に行われた国内リーグ第8節での対戦では、前半終了時点でペニャロールが2-0とリードしていたが、ナシオナルは後半開始時にピッチに現れずにスタジアムから立ち去った。後に、この行為は主審の判定に対する抗議であったと主張している。1987年4月23日にも記憶に残るエピソードが生まれた。1-1と同点の段階でペニャロールは3人の選手が退場処分となり、ナシオナルに比べて3人少ない8人でのプレーを余儀なくされたが、ホルヘ・カブレラが決勝点を挙げて2-1で勝利した。この試合はクラシコ・デル・ロス・オチョ・コントラ・オンセ（Clásico del los 8 contra 11、8人対11人のクラシコ）として知られている。

## スタジアム

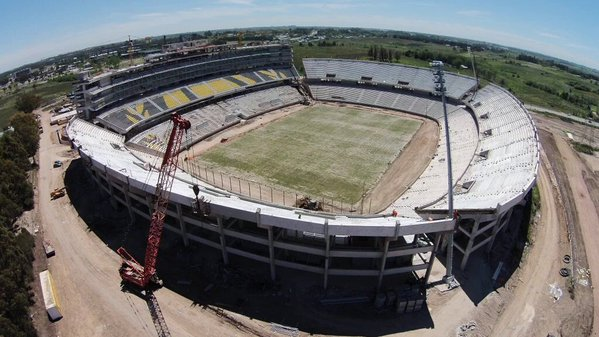
エスタディオ・カンペオン・デル・シグロ

ペニャロールは2016年にオープンしたエスタディオ・カンペオン・デル・シグロをホームスタジアムとして使用している。カンペオン・デル・シグロとは「20世紀の王者」の意味で、国際サッカー歴史統計連盟によってペニャロールが「20世紀にもっとも成功を収めた南米のクラブ」に選出されたことに由来する。40,000人収容。
カンペオン・デル・シグロが完成するまでは、国所有のエスタディオ・センテナリオを事実上ホームスタジアムとしていた。センテナリオは1930年にモンテビデオのバトリェ公園地区にオープンし、同年7月30日には第1回ワールドカップの決勝戦の舞台にもなった由緒あるスタジアムである。65,000人収容。
エスタディオ・ホセ・ペドロ・ダミアーニ（通称「ラス・アカシアス」）というスタジアムも所有している。ホセ・ペドロ・ダミアーニは1916年4月19日にオープンし、12,000人を収容する。収容人数の少なさや設備の乏しさなどから、このスタジアムが一般に使用されることはないが、直近では1997年8月のランプラ・ジュニオルス戦で使用された。カンペオン・デル・シグロ着工前の段階では、約40,000人を収容する新スタジアムを建設するか、ホセ・ペドロ・ダミアーニを再建して約40,000人収容まで増築するという構想があった。

## ユニフォーム

### ファーストキット
前身のCURCC時代のクラブカラーはオレンジと黒色であった。1891年にCURCCが初めて着用したユニフォームは、オレンジと黒色がスクエア上に配されたデザインであった。その後、シャツの右側半分が黒一色、左側半分がオレンジと黒色のストライプのデザインが採用された。このデザインは1996年に特別モデルとして復活した。1913年にペニャロールに改組されて以降は一貫して黄色と黒色をクラブカラーとしており、現在に至るまで基本的に黄色と黒色のストライプのユニフォームを着用している。
| 1891-96 | 1896-1911 | 1911-13 | 1913- |  |

### セカンドキット
これまでに様々なカラー・デザインのユニフォームを着用している。1984年には横縞のユニフォーム、1987年には黄色のシャツに黒色のパンツ、2000年代には全身黒色、黄色、グレーなどのユニフォームが採用された。その他の色では、1971年のコパ・モンテビデオ（国際親善試合）でのインテル・ブラチスラヴァ（スロバキア）戦では緑色のユニフォームを着用している。2010年には新しく金色のユニフォームが採用された。
| 1971 | 1984 | 1987 |  |

| 1994-2006 | 2001, 2008 | 2004-2008 | 2010 |  |

### その他エピソード
1919年6月1日、ブラジルのリオデジャネイロでブラジル代表とアルゼンチン代表が対戦するコパ・ロベルト・チェリーが行われた。ブラジル代表はペニャロールのユニフォームを、アルゼンチン代表はウルグアイ代表のユニフォームを着用した。試合は3-3の引き分けであった。ロベルト・チェリー（Roberto Chery）はペニャロールのゴールキーパーで、1919年にブラジルで開催されたコパ・アメリカでの試合中の負傷が原因で、同大会決勝戦の翌日（5月30日）に死去した。
| 1919年6月1日のブラジル代表 | 1919年6月1日のアルゼンチン代表 |

## 歴史的連続性についての論争
ペニャロールは1891年9月28日に前身のCURCCとして創設され、1913年12月13日に現在のペニャロールとなった。両クラブを同一の組織体と見なすべきか否かについて、ファン・評論家・クラブ関係者などを巻き込んだ論争が繰り広げられている。CURCC時代に5回の優勝を記録していることから、仮に両者の歴史的連続性が認められなかった場合、クラブの歴史の古さや国内リーグの優勝回数などにおいてライバルのナシオナルがペニャロールを逆転することになり、ウルグアイサッカーの盟主論争にまで発展する。
この記事におけるデータなどの記録は、特に言及がない限りペニャロールがCURCCの歴史を引き継いでいるものとして扱っている。

### 反対論者の主張
- 1913年12月13日にCURCCから分離独立する形でペニャロールが創設された。
- ペニャロール創設後も、CURCCは親会社であるセントラル・ウルグアイ鉄道の社員福利厚生のためのサッカークラブとして1915年1月22日まで活動を続けた。つまり1年以上にわたり両クラブは併存しており、歴史的連続性があるとは言えない。
- 1914年4月13日にペニャロールは新しい法人格を取得して、CURCCの活動拠点であったビジャ・ペニャロールを離れモンテビデオ市内に拠点を置き、セントラル・ウルグアイ鉄道とは無関係のメンバーにより運営された。つまりCURCCを改組した組織体であるという主張は誤りである。

### 支持論者の主張
- CURCCは1913年を最後に国内リーグを脱退した。ウルグアイサッカー協会（AUF）は、CURCCが保有していたリーグ加盟資格をペニャロールに引き継ぎ、翌1914年から国内リーグに加盟させた。従って、両クラブには歴史的連続性がある。
- 実際、CURCCは1914年以降は国内リーグに出場していない。
- 1914年4月13日にペニャロールが新しい法人格を取得したのは事実であるが、これはペニャロールがCURCCの法的地位を継承する存在であることを認識した上での法人格の付与であり、全く新しい法人が設立されたという解釈は誤りである。

## タイトル

### 国内タイトル
- プリメーラ・ディビシオン（1900-）：52回
  - アマチュアリーグ時代（1900-1931）：9回
    - 1900, 1901, 1905, 1907, 1911（CURCCとして5回）
    - 1918, 1921, 1928, 1929（ペニャロールとして4回）※1924年と1926年の優勝はAUF非公認

  - プロリーグ時代（1932-）：43回
    - 1932, 1935, 1936, 1937, 1938, 1944, 1945, 1949, 1951, 1953, 1954, 1958, 1959, 1960, 1961, 1962, 1964, 1965, 1967, 1968, 1973, 1974, 1975, 1978, 1979, 1981, 1982, 1985, 1986, 1993, 1994, 1995, 1996, 1997, 1999, 2003, 2009-10, 2012-13, 2015-16, 2017, 2018, 2021, 2024

- コパ・コンペテンシア（1904-1925）：6回
  - (1901), (1902), 1904, 1905, 1907, 1909, 1910, 1916　※1900-1903年は前身の大会
- コパ・デ・オノール（1905-1922）：4回
  - 1907, 1909, 1911, 1918

- スーペルコパ・ウルグアージャ（2018-）：2回
  - 2018, 2022

- プリメーラ・ディビシオン（FUF）（1923-1925）：1回　※AUF非公認[注釈 6]
  - 1924
- セリエA（コンセホ・プロビソリオ）（1926）：1回　※AUF非公認[注釈 7]
  - 1926

### 国際タイトル
- コパ・リベルタドーレス（1960-）：5回
  - 1960, 1961, 1966, 1982, 1987

- インターコンチネンタルカップ（1960-2004）：3回
  - 1961, 1966, 1982

- インターコンチネンタル・チャンピオンズ・スーパーカップ（1968-1970）：1回
  - 1969

### 国際タイトル（AFA/AUF主催大会）
- コパ・アルダオ（1913-1957）：1回
  - 1928
- タイ・カップ（1900-1919）：1回
  - 1916
- コパ・デ・オノール・クセニエール（1905-1920）：3回
  - 1909, 1911, 1918

## 過去の成績
| シーズン | 順位 | 試 | 勝 | 分 | 敗 | 得 | 失 | 差  |
| -------- | ---- | -- | -- | -- | -- | -- | -- | --- |
| 1998     | 2位  | 22 | 12 | 1  | 9  | 40 | 34 | +6  |
| 1999     | 1位  | 31 | 20 | 8  | 3  | 75 | 28 | +47 |
| 2000     | 2位  | 35 | 24 | 7  | 4  | 75 | 39 | +36 |
| 2001     | 3位  | 35 | 23 | 7  | 5  | 59 | 33 | +26 |
| 2002     | 3位  | 35 | 24 | 7  | 4  | 91 | 50 | +41 |
| 2003     | 1位  | 35 | 25 | 5  | 5  | 74 | 33 | +41 |
| 2004     | 4位  | 35 | 16 | 10 | 9  | 66 | 49 | +17 |
| 2005     | 3位  | 17 | 10 | 5  | 2  | 28 | 19 | +9  |
| 2005-06  | 16位 | 33 | 11 | 11 | 11 | 42 | 51 | -9  |
| 2006-07  | 2位  | 31 | 19 | 8  | 4  | 65 | 39 | +26 |
| 2007-08  | 2位  | 33 | 17 | 7  | 9  | 67 | 43 | +24 |
| 2008-09  | 7位  | 29 | 15 | 6  | 8  | 51 | 30 | +21 |
| 2009-10  | 1位  | 33 | 22 | 7  | 4  | 70 | 37 | +33 |
| 2010-11  | 3位  | 30 | 15 | 7  | 8  | 52 | 37 | +15 |
| 2011-12  | 2位  | 30 | 19 | 5  | 6  | 71 | 30 | +41 |
| 2012-13  | 1位  | 31 | 21 | 6  | 4  | 64 | 22 | +42 |
| 2013-14  | 5位  | 30 | 15 | 7  | 8  | 55 | 33 | +22 |
| 2014-15  | 2位  | 31 | 16 | 8  | 7  | 58 | 32 | +26 |
| 2015-16  | 1位  | 31 | 18 | 7  | 6  | 56 | 36 | +20 |
| 2016     | 14位 | 15 | 4  | 3  | 8  | 17 | 20 | -3  |
| 2017     | 1位  | 32 | 22 | 9  | 3  | 69 | 19 | +50 |
| 2018     | 1位  | 31 | 23 | 6  | 2  | 55 | 21 | +34 |

## 統計と記録

### 対戦成績
プロリーグ時代の通算成績、2015-16シーズン終了時点
| クラブ                         | 試合 | 勝  | 分 | 敗 | 得点 | 失点 | 点差 |
| ------------------------------ | ---- | --- | -- | -- | ---- | ---- | ---- |
| アテナス                       | 4    | 3   | 1  | 0  | 13   | 4    | +9   |
| バサニェス                     | 4    | 3   | 1  | 0  | 11   | 1    | +10  |
| ベジャ・ビスタ                 | 101  | 70  | 17 | 14 | 217  | 95   | +122 |
| セントラル・エスパニョール     | 95   | 73  | 12 | 10 | 248  | 96   | +152 |
| セリート                       | 12   | 7   | 4  | 1  | 24   | 11   | +13  |
| セロ                           | 139  | 96  | 24 | 19 | 311  | 120  | +191 |
| セロ・ラルゴ                   | 9    | 7   | 1  | 1  | 22   | 6    | +16  |
| コロン                         | 2    | 2   | 0  | 0  | 8    | 2    | +6   |
| ダヌービオ                     | 134  | 86  | 22 | 26 | 252  | 146  | +106 |
| デフェンソール・スポルティング | 174  | 106 | 42 | 26 | 374  | 188  | +186 |
| デポルティーボ・コロニア       | 6    | 4   | 0  | 2  | 18   | 5    | +13  |
| デポルティーボ・マルドナド     | 11   | 8   | 2  | 1  | 29   | 13   | +16  |
| エル・タンケ・シスレイ         | 11   | 7   | 3  | 1  | 19   | 6    | +13  |
| フェニックス                   | 62   | 43  | 14 | 5  | 139  | 64   | +75  |
| フロンテラ・リベラ             | 4    | 3   | 1  | 0  | 10   | 5    | +5   |
| ウラカン・ブセオ               | 56   | 31  | 20 | 5  | 110  | 60   | +50  |
| フベントゥ                     | 17   | 12  | 4  | 1  | 37   | 13   | +24  |

| クラブ                       | 試合 | 勝 | 分 | 敗 | 得点 | 失点 | 点差 |
| ---------------------------- | ---- | -- | -- | -- | ---- | ---- | ---- |
| リベルプール                 | 134  | 91 | 23 | 20 | 320  | 128  | +192 |
| ミラマール・ミシオネス       | 39   | 28 | 6  | 5  | 110  | 41   | +69  |
| ナシオナル                   | 229  | 80 | 79 | 70 | 296  | 269  | +69  |
| パイサンドゥ                 | 2    | 2  | 0  | 0  | 5    | 2    | +3   |
| パイサンドゥ・ベジャ・ビスタ | 8    | 6  | 2  | 0  | 18   | 5    | +13  |
| プラサ・コロニア             | 13   | 7  | 2  | 4  | 24   | 19   | +5   |
| プログレッソ                 | 40   | 23 | 11 | 6  | 73   | 35   | +38  |
| ラシン                       | 88   | 64 | 13 | 11 | 228  | 92   | +136 |
| ランプラ・ジュニオルス       | 122  | 83 | 23 | 16 | 281  | 104  | +178 |
| レンティスタス               | 47   | 30 | 11 | 6  | 97   | 40   | +57  |
| リーベル・プレート           | 133  | 76 | 28 | 29 | 272  | 144  | +137 |
| ロチャ                       | 9    | 7  | 1  | 1  | 26   | 15   | +11  |
| スド・アメリカ               | 89   | 62 | 18 | 9  | 228  | 74   | +154 |
| タクアレンボー               | 27   | 20 | 6  | 1  | 57   | 17   | +40  |
| ビジャ・エスパニョーラ       | 9    | 6  | 2  | 1  | 20   | 8    | +12  |
| ビジャ・テレサ               | 2    | 2  | 0  | 0  | 7    | 1    | +6   |
| ワンダラーズ                 | 150  | 75 | 48 | 27 | 260  | 161  | +99  |

### 記録
2008前期シーズン終了時点
| - プリメーラ・ディビシオン在籍年数 : 26シーズン - 最高位 : 1位（9回） - 最低位 : 7位（1908年） - 最長不敗 : 30（1922年, 1926年から1927年） - 1シーズン最多得点 : 66 (1928) - 1試合最多得点 : 12点（トリウンフォ戦、1903年） - 1試合最多失点 : 4点（5試合で記録） - 1シーズン最多勝利 : 22勝 (1927) - 1シーズン最多引分 : 10分 (1927) - 1シーズン最多敗北 : 6敗 (1927) - 1シーズン最少勝利 : 5勝 (1913) - 1シーズン最少引分 : 0分 (1900, 1902, 1905, 1906) - 1シーズン最少敗北 : 0敗 (1900, 1901, 1903, 1905, 1907, 1926) - アマチュアリーグ時代の通算順位表 : 2位 | - 最高位 : 1位（39回） - 最低位 : 16位 (2005-06) - 最長不敗 : 56試合（リーグ記録、1966年から1969年にかけて） - 1シーズン最多得点 : 91点（リーグ記録、2002年） - 1試合最多得点 : 9点 (ランプラ・ジュニオルス戦、1962年） - 1試合最多失点 : 7点 (ダヌービオ戦、2005-06） - 1シーズン最多勝利 : 24勝 (2000, 2002, 2003) - 1シーズン最多引分 : 12分 (1983, 1984) - 1シーズン最多敗北 : 11敗 (2005-06) - 1シーズン最少勝利 : 5勝 (1983) - 1シーズン最少引分 : 0分 (1994) - 1シーズン最少敗北 : 0敗 (1949, 1954, 1964, 1967, 1968, 1975, 1978) |

## 現所属メンバー
2023年2月28日現在
注：選手の国籍表記はFIFAの定めた代表資格ルールに基づく。
| No. | Pos. |            | 選手名                         |
| --- | ---- | ---------- | ------------------------------ |
| 1   | GK   | ウルグアイ | チアゴ・カルドーソ ()          |
| 2   | DF   | ブラジル   | レオ・コエーリョ               |
| 3   | DF   | ウルグアイ | エルナン・メノッセ             |
| 4   | DF   | ウルグアイ | ホアキン・フェレイラ           |
| 5   | MF   | ウルグアイ | セバスティアン・クリストフォロ |
| 6   | MF   | ウルグアイ | ロドリゴ・サラビア             |
| 7   | MF   | ウルグアイ | カルロス・サンチェス           |
| 8   | MF   | ウルグアイ | セバスティアン・ロドリゲス     |
| 9   | FW   | ウルグアイ | オスカル・クルス               |
| 10  | FW   | ウルグアイ | ケビン・メンデス               |
| 11  | FW   | ウルグアイ | ニコラス・ロッシ               |
| 12  | GK   | ウルグアイ | ジョナタン・リマ               |
| 13  | DF   | ウルグアイ | マティアス・アギーレガライ     |
| 14  | MF   | ウルグアイ | ダミアン・ガルシア             |
| 15  | DF   | ウルグアイ | ジョナタン・ラク               |

| No. | Pos. |            | 選手名                       |
| --- | ---- | ---------- | ---------------------------- |
| 16  | MF   | ウルグアイ | ブラウリオ・ギソルフォ       |
| 17  | DF   | ウルグアイ | バレンティン・ロドリゲス     |
| 18  | MF   | ウルグアイ | マティアス・フェレイラ       |
| 19  | FW   | ウルグアイ | マティアス・アレソ           |
| 20  | DF   | ウルグアイ | ペドロ・ミランス             |
| 21  | FW   | ウルグアイ | ディエゴ・ロラン             |
| 22  | DF   | ウルグアイ | フアン・マヌエル・ラモス     |
| 23  | FW   | ウルグアイ | アベル・エルナンデス         |
| 24  | FW   | ウルグアイ | ブリアン・マンシージャ       |
| 25  | MF   | ウルグアイ | イグナシオ・ラキンターナ     |
| 26  | GK   | ウルグアイ | ケビン・モルガン             |
| 27  | DF   | ウルグアイ | ルーカス・エルナンデス       |
| 28  | MF   | ウルグアイ | サンティアゴ・ホメンチェンコ |
| 29  | FW   | ウルグアイ | マキシモ・アロンソ           |
| 30  | DF   | ウルグアイ | パブロ・ロペス               |

監督
- レオナルド・ラモス

## 歴代監督
- レオナルド・デ・ルーカ 1932-1934
- ホセ・ピエンディベーネ 1934
- アスエル・ベラスケス 1935-1940
- ホセ・ピエンディベーネ 1940-1941
- レオナルド・デ・ルーカ 1941
- ルイス・マヌエル・モルキオ 1941
- ロレンソ・フェルナンデス 1941-1942
- ジョン・ハーレイ 1942
- レオナルド・デ・ルーカ 1942-1943
- フアン・アレモン 1943
- ペドロ・デ・エヘドゥス 1943
- アニバル・テハーダ 1944
- アルベルト・スペッシ 1945
- アニバル・テハーダ 1946
- ホルヘ・クルロウ 1947
- ランドルフ・ギャロウェイ 1948
- ヒルシュツール・エメーリツォ 1949-1951
- フアン・ロペス 1952-1955
- ロケ・マスポリ & オブドゥリオ・バレーラ 1955 (暫定)
- ヒルシュツール・エメーリツォ 1956
- ヘラルド・スポシート 1957
- ウーゴ・バグヌーロ 1958-1959
- ロベルト・スカローネ 1959-1962
- / ベーラ・グットマン 1962
- ペレグリーノ・アンセルモ 1962
- ロケ・マスポリ 1963-1967
- ファラエル・ミランス 1968-1969
- オスヴァルド・ブランドン 1969-1970
- ロケ・マスポリ 1970-1971
- / フアン・オンベルグ 1971
- オンディーノ・ビエラ 1972
- フアン・リカルド・ファシオ 1972-1973
- ウーゴ・バグヌーロ 1973-74
- ホセ・マリア・ロドリゲス 1974
- ウーゴ・バグヌーロ 1974–75
- フアン・アルベルト・スチアフィーノ 1975-1976
- ロケ・マスポリ 1976
- ディーノ・サーニ 1978
- マリオ・トゥアーネ 1980
- ルイス・プライス 1980 (暫定)
- ホセ・エチェゴジェン 1980
- ホルヘ・キステンマチェール 1980 (暫定)
- アルシデス・ヒーヒア 1980
- ルイス・クベージャ 1981
- ウーゴ・バグヌーロ 1982-1983
- オスバルド・バルセイロ 1983
- ウーゴ・フェルナンデス 1984
- ロケ・マスポリ 1985–86
- ラモン・シルバ 1986
- オスカル・タバレス 1987.1-1987.12
- フェルナンド・モレーナ 1988
- ロケ・マスポリ 1988
- ラディスラオ・マズルケビッチ 1988-1989
- ワルテル・ロケ 1989
- ロベルト・フレイタス 1989-1990
- セサル・ルイス・メノッティ 1990.7-1991.6
- フアン・ドゥアルテ 1991 (暫定)
- リカルド・オルティス 1991
- リュプコ・ペトロヴィッチ 1992
- ロケ・マスポリ 1992 (暫定)
- ワルテル・オリベーラ 1992 (暫定)
- フアン・リカルド・ファシオ 1992 (暫定)
- グレゴリオ・ペレス 1993.1-1995.12
- ホルヘ・フォサーティ 1996.1-1996.12
- アレハンドロ・ボテーリョ 1996
- グレゴリオ・ペレス 1997.1-1998.12
- フリオ・リバス 1999-2001
- グレゴリオ・ペレス 2002
- ディエゴ・アギーレ 2003.1-2005.1
- フェルナンド・モレーナ 2005
- ルイス・ガリスト 2006
- マリオ・サラレギ 2006.4-2006.6
- グレゴリオ・ペレス 2006.7-2007.6
- グスタボ・マトサス 2007-2008
- マリオ・サラレギ 2008.3-2009.1
- フリオ・リバス 2009
- ビクトル・プア 2009 (暫定)
- ディエゴ・アギーレ 2009-2010
- マヌエル・ケオセイアン 2010
- エディソン・マチン (暫定) 2010
- ディエゴ・アギーレ 2010-2011
- グレゴリオ・ペレス 2011-2012
- ホルヘ・ゴンサルベス (暫定) 2012
- ホルヘ・ダ・シルバ 2012-2013
- ディエゴ・アロンソ 2013
- ホルヘ・ゴンサルベス 2013-2014
- ホルヘ・フォサッティ 2014
- パオロ・モンテーロ (暫定) 2014
- パブロ・ベンゴエチェア 2015-2016
- ホルヘ・ダ・シルバ 2016
- フェルナンド・クルチェット (暫定) 2016
- レオナルド・ラモス 2016-2018
- ディエゴ・ロペス 2018-2019
- ディエゴ・フォルラン 2020
- マリオ・サラレギ 2020
- マウリシオ・ラリエラ 2021–2022
- レオナルド・ラモス 2022-

## 歴代所属選手

### GK
- ロケ・マスポリ 1941-1955
- ラディスラオ・マズルケビッチ 1965-1970
- エドゥアルド・ペレイラ 1974, 1985-1987

- フェルナンド・アルベス 1978-1984, 1988-1991, 1997
- ホセ・ルイス・チラベルト 2003
- パブロ・カバジェロ 2008-2009

### DF
- エリアス・フィゲロア 1967-1971
- ネルソン・グティエレス 1980-1985
- ホセ・オスカル・エレーラ 1984-1989, 1998,2001
- アルフォンソ・ドミンゲス 1985-1991
- パオロ・モンテーロ 1990-1991

- エドガルド・アディノルフィ 1996-1999
- ダリオ・ロドリゲス 1998-2002
- ホエ・ビセラ 1998-2004
- カルロス・ディオゴ 2003-2004
- アレハンドロ・ラゴ 2004-2005

### MF
- ホセ・アンドラーデ 19xx-1920, 1932-1935
- オブドゥリオ・バレラ 1943-1955
- ルイス・クビジャ 1957-1962
- ルベン・パス 1977-1981
- ペドロ・ペデルッチ 1992
- パブロ・ベンゴエチェア 1993-2003

- パブロ・ガルシア 1998
- ファビアン・カノッビオ 2001-2003
- クリスティアン・ロドリゲス 2002-2005
- エドガル・アルバレス 2003-2004
- ディエゴ・ペレス 2003-2004
- クリスティアン・ロドリゲス 2017-2021

### FW
- ペレグリーノ・アンセルモ 1922-1935
- レオニダス・ダ・シルバ 1933
- ライムンド・オルシ 1938
- / フアン・スキアフィーノ 1943-1954
- / アルシデス・ギジャ 1948-1953
- オスカル・ミゲス 1948-1959
- カルロス・ボルヘス
- フリオ・アバディエ
- ペドロ・ローシャ 1959-1970
- アルベルト・スペンセル 1960-1970
- フアン・ホジャ 1961-1969
- フェルナンド・モレーナ 1973-1979, 1981-1983, 1984

- アントニオ・アルサメンディ 1985
- カルロス・アルベルト・アギレラ 1988-1989, 1994-1999
- クラウディオ・ビアージョ 1989-1990
- セルヒオ・ダニエル・マルティネス 1991-1992
- マルセロ・オテーロ 1992-1995
- 松原良香 1993
- ダリオ・シルバ 1993-1995
- フェデリコ・マガジャネス 1994-1996
- マルセロ・サラジェタ 1997
- ディエゴ・フォルラン 1998 (ユース), 2015-2016
- カルロス・ブエノ 1999-2005, 2008-2010
- アベル・エルナンデス 2008-2009

## サッカー以外の競技
ペニャロールは、サッカー以外にも、フットサル、バスケットボール、バレーボール、ラグビーなどの競技チームを保有している。特にバスケットボールと自転車競技では、これまでに大きな成功を収めている。

### バスケットボール
1931年創設。1940年にウルグアイバスケットボール連盟（FUBB、Federación Uruguaya de Basketball）の4部リーグに参加。3年で1部リーグに昇格すると、1944年には初優勝を遂げた。1997年に脱退したが2018年に再加盟した。ホームアリーナはモンテビデオ都心部にあるパラシオ・ペニャロール。
- カンペオナート・フェデラル（Campeonato Federal）
  - 優勝：1944, 1952, 1973, 1978, 1979, 1982
- 南米クラブ選手権（Campeonato Sudamericano de Clubes Campeones）
  - 優勝：1983

### ラグビー
ラグビーチームのペニャロール・ラグビーが、南米最高峰のラグビーリーグであるスーペル・ラグビー・アメリカス（旧スーペルリーガ・アメリカーナ・デ・ラグビー）に参戦している。2022年には初優勝を遂げた。
- スーペルリーガ・アメリカーナ・デ・ラグビー（Superliga Americana de Rugby）
  - 優勝：2022

### 自転車競技
- ブエルタ・シクリスタ・デル・ウルグアイ（Vuelta Ciclista del Uruguay） 
  - チーム優勝：1956, 1959, 1990, 1991, 2002
  - 個人優勝：1952, 1953, 1954, 1955, 1956, 1990, 1991, 2002

- ルータス・デ・アメリカ（Rutas de América）
  - チーム優勝：2002
  - 個人優勝：1990

- ミル・ミージャス・オリエンタレス（Mil Millas Orientales）
  - 個人優勝：1952, 1953, 1954, 1956, 1961

### フットサル
- カンペオナート・ウルグアージョ（Campeonato Uruguayo）
  - 優勝：1997, 1999, 2004, 2010, 2011, 2012, 2014

### 女子サッカー
1933年にエスタディオ・センテナリオで女子チームの初試合が行われ、ライバルのナシオナルに4-0で勝利した。現行の女子サッカーリーグであるカンペオナート・ウルグアージョ・デ・フトボル・フェメニーノ（Campeonato Uruguayo de Fútbol Femenino）には2013年から参加。ホームスタジアムはエスタディオ・ホセ・ペドロ・ダミアーニ。
- カンペオナート・ウルグアージョ（Campeonato Uruguayo）
  - 優勝：2017, 2018, 2019

### その他の競技
- チェス - ウルグアイチャンピオン経験あり
- 卓球 - ウルグアイチャンピオン、世界チャンピオン経験あり
- ポケット - ウルグアイチャンピオン経験あり
- フェンシング - ウルグアイチャンピオン経験あり
- ショー・ゴル - ウルグアイチャンピオン、アメリカ大陸チャンピオン経験あり
- 自動車競技 - ウルグアイチャンピオン、南米チャンピオン経験あり